# Diamond League Shanghai
Diamond League Shanghai es una reunión anual de atletismo que se celebra en la ciudad de Shanghái, República Popular China. La sede del evento deportivo es el estadio de Shanghái. La primera edición se llevó a cabo en el año 2005 como parte del circuito de reuniones de atletismo conocido como IAAF Grand Prix, por lo que era conocida como Shanghai Golden Grand Prix, pero a partir del 2010 se incorporó a la Liga de Diamante.

## Récords de la reunión

### Masculino
| Prueba                  | Marca (Viento m/s) | Atleta                                           | País           | Fecha      |
| ----------------------- | ------------------ | ------------------------------------------------ | -------------- | ---------- |
| 100 m                   | 9,69 (+2,0)        | Tyson Gay                                        | Estados Unidos | 20/09/2009 |
| 200 m                   | 19,76 (-0,8)       | Usain Bolt                                       | Jamaica        | 23/05/2010 |
| 400 m                   | 43,99              | Steven Gardiner                                  | Bahamas        | 12/05/2018 |
| 800 m                   | 1:43,91            | Wycliffe Kinyamal                                | Kenia          | 12/05/2018 |
| 1500 m                  | 3:31,42            | Nixon Chepseba                                   | Kenia          | 15/05/2011 |
| 3000 m                  | 7:36,36            | Kenenisa Bekele                                  | Etiopía        | 17/09/2005 |
| 5000 m                  | 12:59,96           | Muktar Edris                                     | Etiopía        | 14/05/2016 |
| 110 m vallas            | 12,97 (+0,4)       | Liu Xiang                                        | China          | 19/05/2012 |
| 400 m vallas            | 47,27              | Abderrahman Samba                                | Catar          | 18/05/2019 |
| 3000 m obs.             | 8:01,16            | Conseslus Kipruto                                | Kenia          | 18/05/2013 |
| Salto de altura         | 2,38               | Mutaz Essa Barshim                               | Catar          | 17/05/2015 |
| Salto con pértiga       | 5,92               | Renaud Lavillenie                                | Francia        | 18/05/2014 |
| Salto de longitud       | 8,61 (+0,7)        | Luvo Manyonga                                    | Sudáfrica      | 13/05/2017 |
| Triple salto            | 17,24 (+0,7)       | Phillips Idowu                                   | Reino Unido    | 19/05/2012 |
| Lanzamiento de peso     | 21,73              | Christian Cantwell                               | Estados Unidos | 18/05/2014 |
| Lanzamiento de disco    | 69,69              | Zoltán Kővágó                                    | Hungría        | 23/05/2010 |
| Lanzamiento de jabalina | 89,21              | Ihab Abdelrahman                                 | Egipto         | 18/05/2014 |
| 5000 m Marcha           | 20:24,18           | Li Tianlei                                       | China          | 19/05/2012 |
| 4 × 100 m               | 38,71              | Chen Shiwei Xie Zhenye Su Bingtian Zhang Peimeng | China          | 14/05/2016 |

### Femenino
| Prueba                  | Marca (Viento m/s) | Atleta                                       | País           | Fecha      |
| ----------------------- | ------------------ | -------------------------------------------- | -------------- | ---------- |
| 100 m                   | 10,64 (+1,2)       | Carmelita Jeter                              | Estados Unidos | 20/09/2009 |
| 200 m                   | 22,06 (-0,4)       | Shaunae Miller-Uibo                          | Bahamas        | 12/05/2018 |
| 400 m                   | 49,63              | Novlene Williams-Mills                       | Jamaica        | 23/09/2006 |
| 800 m                   | 1:58,58            | Hasna Benhassi                               | Marruecos      | 17/09/2005 |
| 1500 m                  | 3:56,82            | Faith Kipyegon                               | Jamaica        | 14/05/2016 |
| 5000 m                  | 14:14,32           | Almaz Ayana                                  | Etiopía        | 17/05/2015 |
| 100 m vallas            | 12,50 (+0,9)       | Brianna McNeal                               | Estados Unidos | 12/05/2018 |
| 400 m vallas            | 53,34              | Lashinda Demus                               | Estados Unidos | 23/05/2010 |
| 3000 m obs.             | 9:04,53            | Beatrice Chepkoech                           | Kenia          | 18/05/2019 |
| Salto de altura         | 2,02               | Blanka Vlašić                                | Croacia        | 28/09/2007 |
| Salto con pértiga       | 4,85               | Yelena Isinbáyeva                            | Rusia          | 20/09/2009 |
| Salto de longitud       | 6,95 (+0,7)        | Ivana Španović                               | Serbia         | 14/05/2016 |
| Triple salto            | 6,95 (+1,0)        | Olga Rypakova                                | Kazajistán     | 23/05/2010 |
| Lanzamiento de peso     | 20,23              | Gong Lijiao                                  | China          | 17/05/2015 |
| Lanzamiento de disco    | 70,88              | Sandra Perković                              | Croacia        | 14/05/2016 |
| Lanzamiento de jabalina | 66,89              | Lyu Huihui                                   | China          | 18/05/2019 |
| 4 × 100 m               | 43,04              | Yuan Qiqi Wei Yongli Ge Manqi Liang Xiaojing | China          | 14/05/2016 |